# Kunstnerisk frihed
Kunstnerisk frihed er den frihed kunstnere har til at afvige fra den almindelige værkforståelse.
Horats har benyttet sig af den digteriske frihed. Den franske revolution havde kunstnerisk frihed på dagsordenen sammen med lighed og broderskab. I et demokrati må politik ikke bestemme over kunsten. Kunstnerne må male, komponere og skrive som de vil, også selv om de kritiserer samfundet.
Kunstnerisk frihed er friheden kunstnere har til at anskue, fremstille, dokumentere eller udtrykke virkeligheden i et kunstnerisk perspektiv. Det kan være i form af at give det dagligdags en ny synsvinkel, sætte det ind i uvante rammer, give historien "en krølle på halen" – eller det kan antage en autonom værkshelhed i nyskabt surreel form. Med den kunstneriske frihed står det til enhver tid kunstneren frit for at forøge og berige sit værk med en merbetydning, beskueren ikke på forhånd ville forvente ud fra værkets umiddelbare eller tilsyneladende iboende logik.
Den kunstneriske frihed går så vidt at en forfatter må bruge billeder og detaljerede oplysninger om en virkeligt eksisterende person uden dennes samtykke, det har Landsretten afgjort 17. marts 2011. Sagen handler om romanen Suverænen af Helge Bille Nielsen – der tidligere har kaldt sig for Claus Beck-Nielsen – hvori han bruger billeder og detaljerede oplysninger om Thomas Skade-Rasmussen.

## Reference
1. ↑  'Nu ejer Gyldendal mit liv' | information.dk
2. ↑  Forfatter frifindes i strid om roman | information.dk